# Lysva (město)
Lysva (rusky Лы́сьва) je město v Permském kraji v Ruské federaci. Při sčítání lidu v roce 2010 měla bezmála šestašedesát tisíc obyvatel.

## Poloha a doprava
Lysva leží na stejnojmenné řece, přítoku Čusovaji v povodí Kamy. Od Permu, správního střediska kraje, je vzdálena přibližně 200 kilometrů východně a leží tak ve východní části Permského kraje.
V severojižním směru prochází přes Lysvu místní trať z Kalina do Kuzina.

## Dějiny
Město je pojmenováno po řece, jejíž název je komijského původu. Lys znamená smrkovou větvičku a va znamená vodu. Současné osídlení bylo založeno v roce 1785 v souvislosti s výstavbou slévárny na břehu Lysvy. V roce 1902 byla do Lysvy přivedena železnice. V roce 1926 získala Lysva status města. Během druhé světové války zde byla v provozu továrna na střelivo.

### Rodáci
- Ivan Michejevič Pervušin (1827–1900), kněz a matematik
- Marie Schliepsová (1881–1919), baltskoněmecká jáhenka a protestantská mučednice
- Nikolaj Zacharovič Karakulov (1918–1988), sprinter
- Jevgenij Pavlovič Krylatov (1934–2019), hudební skladatel
- Larisa Pavlovna Rjasinová (*1987), běžkyně na lyžích
- Alexandr Alexandrovič Smyšljajev (*1987), akrobatický lyžař
- Georgij Sergejevič Červjakov (*1990), skokan na lyžích